# Yttre Bodane-Kräklingarna
Yttre Bodane-Kräklingarna este o arie protejată (arie de protecție specială avifaunistică — SPA) din Suedia întinsă pe o suprafață de 1.382,9 ha, integral pe uscat.

## Localizare
Centrul sitului Yttre Bodane-Kräklingarna este situat la coordonatele 58°47′51″N 12°35′32″E / 58.7976°N 12.5922°E.

## Înființare
Situl Yttre Bodane-Kräklingarna a fost declarat arie de protecție specială avifaunistică în martie 1996 pentru a proteja 5 specii de animale.

## Biodiversitate
Situată în ecoregiunea boreală, aria protejată nu include niciun habitat protejat.
La baza desemnării sitului se află mai multe specii protejate de  păsări (5): cufundar polar (Gavia arctica), vultur pescar (Pandion haliaetus), Phalacrocorax carbo sinensis, chiră de baltă (Sterna hirundo), Sterna paradisaea.